# Hôtel des Monnaies
L’hôtel des Monnaies, situato nel quai de Conti nel VI arrondissement di Parigi, è un edificio del XVIII secolo, capolavoro dell'architetto Jacques Denis Antoine (1733-1801). Ospita tuttora la Monnaie de Paris (zecca) e il musée de la Monnaie de Paris.

## Storia
Dopo il XIV secolo, la zecca si trovava nei vecchi edifici di rue de la Monnaie. Questi edifici erano fatiscenti, ma non sarebbe stato possibile ricostruire sullo stesso sito, senza incidere sulla produzione. Si decise quindi di costruire un nuovo edificio su un nuovo sito, e la scelta cadde prima sulla nuova Place Louis XV (ora Place de la Concorde). Si decise che la nuova zecca sarebbe stata costruita a ridosso del colonnato occidentale di Gabriel, formato accanto alla Garde Meuble de la Couronne, costruita a ridosso del colonnato orientale.

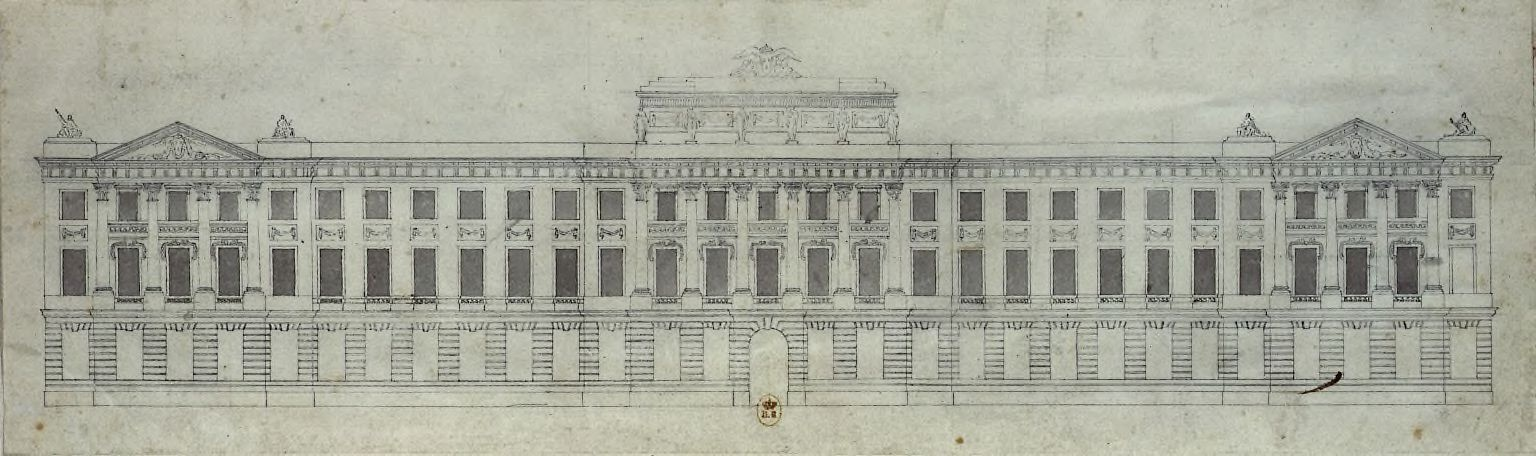
Il progetto di Étienne-Louis Boullée per l'hôtel des Monnaies

Nel 1765 Jacques Denis Antoine fu preferito agli architetti Étienne-Louis Boullée e François Dominique Barreau de Chefdeville per la costruzione del nuovo edificio. I lavori iniziarono, ma in definitiva, il luogo fu considerato troppo lontano dal quartiere degli affari, e fu deciso nel 1767 per fermarli e, su suggerimento del abate Jean Delagrive, di realizzare il progetto sulle rive della Senna, nel sito del vecchio hôtel de Conti, che era stato acquistato dalla Ville de Paris per la costruzione del nuovo hôtel de ville.  Un decreto del Consiglio scelse definitivamente questo sito, al quale Antoine adattò i suoi progetto. Il sito non era ancora molto ben collegato, ma la posizione era storica e le prospettive di urbanistiche interessanti.
La prima pietra fu posta dall'abbé Terray il 30 aprile 1771. La facciata sul lungosenna la fu completata nel 1773 e il lavoro strutturale, e la maggior parte delle decorazioni nel 1775. L'edificio, molto ammirata, permise ad Antoine d'entrare nel 1776 nell'Académie royale d'architecture. Alcuni, tuttavia, criticarono la facciata sul lungofiume, considerata di una magnificenza poco in accordo con il carattere di una "fabbrica".

## Architettura

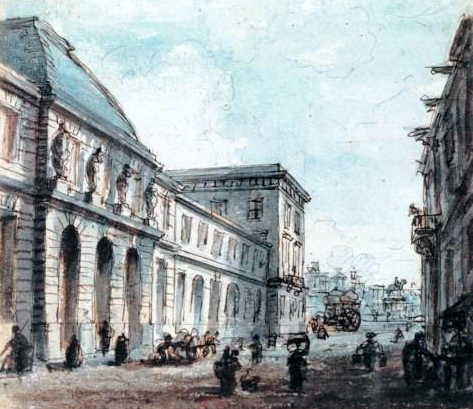
Facciata su rue Guénégaud.
Progetto di par Jean-Baptiste Gautier-Dagoty (XVIII secolo).

L'architetto distinse due parti: un edificio sul lungosenna, da essere utilizzato per uffici e appartamenti, e, lungo l'asse della composizione, le officine della zecca, organizzate attorno diversi cortili e allineate lungo la rue Guénégaud.
La facciata sul lungosenna sembra essere stata ispirata dal progetto di Boullée, che era stato scartato. Originariamente, Antoine aveva previsto di rivestire il muro di contenimento del lungosenna con rampe decorate con un vigoroso bugnato, che avrebbero costituito la base della sua composizione.
La porta sul lungosenna dà accesso a un vestibolo diviso in cinque navate da colonne doriche che sorreggono delle volte a cassettoni. A destra, una scala d'onore a tre rampe conduce alle magnifiche sale del piano nobile, di cui la principale (che ha ospitato fino al 1983 il museo numismatico, che ora si trova nelle vecchie officine di coniazione), di forma quadrata, è decorata in ordine corinzio.
Il vestibolo conduce ad una corte centrale, detto corte pubblica, originariamente prevista circolare e realizzata a forma di ferro di cavallo. In fondo, nell'asse della composizione, è la vecchia officina di coniazione, che ospita le sale dei bilancieri. La sala, inizialmente bassa, ricevette un lucernario sotto la Monarchia di Luglio.

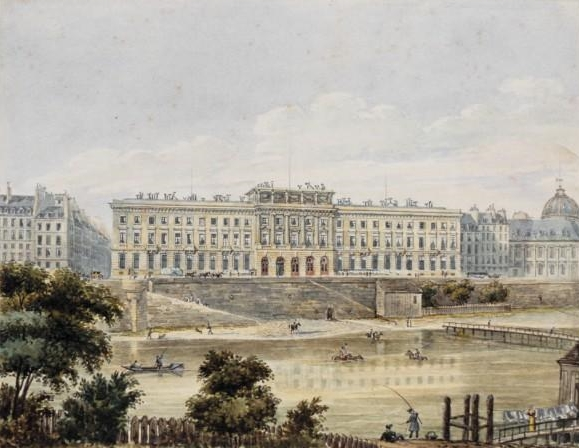
Facciata sul quai de Conti.
Disegno anonimo del XIX secolo.

Questa officina è isolata dal resto dell'edificio, per da non trasmettere vibrazioni, da quattro corti: della Monetazione, dello Sbiancamento, del Deposito e dei Lavori (Monnayage, Blanchiment, Dépôt, Travaux). Solo quest'ultima è rimasta sostanzialmente al suo stato originale, con il suo interessante orologio solare a forma di obelisco.
A sud della particella, in diagonale, si trova l'hôtel L'Averdy (dal nome del contrôleur général des finances Clément Charles François de L’Averdy) che è il piccolo ex hôtel de Conti, ristrutturato con cura da Antoine.
Gli ornamenti in bronzo furono realizzati dallo scultore Jean Denis Antoine (1735-1802), fratello dell'architetto. Le sculture sono opera degli scultori Jean-Jacques Caffieri, Jacques-Philippe Dumont, Pigalle neveu, Mouchy, Dupré e Lecomte. L'attico sulla Senna porta le figure della Prudence, della Abondance, Justice, Paix e Commerce. In fondo alla corte pubblica, il frontone mostra Expérience e Vigilance. Nella sala dei bilancieri una nicchia comprende anche un'altra figura dell'Abondance, mentre la facciata su rue Guénégaud è decorata con figure allegoriche degli Elements.